# 貴城輝
貴城 輝（たかしろ ひかる）は、日本の漫画家。千葉県鎌ケ谷市育ち。

## おもな作品
- 新・りんご白書第3弾「Love Signに気がついて」（週刊ヤングジャンプ41号読み切り作品）1992年
- 豪血寺一族 壱、新声社（ゲーメストコミックス）、1994年
- 豪血寺一族 弐、新声社（ゲーメストコミックス）、1995年
- 本当はガッカリ(?)な日本史(作画担当）、ダイアプレス、2015年
- 知らなきゃよかった・・・偉人の秘密(作画担当）、ダイアプレス、2016年

| スタブアイコン | サブスタブ | この項目は、まだ閲覧者の調べものの参照としては役立たない、漫画家・漫画原作者に関連した書きかけの項目です。この項目を加筆・訂正などしてくださる協力者を求めています（P:漫画/PJ:漫画家）。 |